# Duesenberg
Duesenberg (рус. Дюзенберг) — упразднённая компания, которая занималась производством и выпуском гоночных, а также элитных автомобилей. Была основана братьями Августом и Фредом Дюзенбергами в 1920 году в Индианаполисе, штат Индиана. Компания была известна благодаря популяризации рядного восьмицилиндрового двигателя и тормозов с гидроприводом на всех четырёх колёсах. Автомобиль Дюзенбергов был первым «американцем», выигравшим гонку Гран-при во Франции в 1921 году. Кроме этого, их автомобили четырежды (1922, 1924, 1925, 1927) становились победителями соревнований Инди-500, популярной в США гонки на автомобилях с открытыми колёсами. В 1926 году компанию приобрёл американский предприниматель Эрретт Лоббан Корд. Через 11 лет, в 1937 году, компания была продана и распущена.

## История
Первыми начинаниями Фреда и Августа Дюзенбергов стали разработки двигателей в начале 1900-х годов, после того как Фред увлёкся велогонками. Братья разработали свой первый автомобиль в 1905 году, а в 1906 году на средства адвоката Эдварда Р. Мэйсона из Де-Майна, штат Айова, основали компанию Mason Motor Car Company. FL и Элмер Майтаг приобрели контрольный пакет акций компании и переименовали её в Maytag-Mason, которая стала автомобильной компанией. Впоследствии, в 1912 году они продали своё долю акций. Братья Дюзенберги переехали в Сант-Пол, штат Миннесота, и основали там компанию Duesenberg Automobile and Motors Company. Первым автомобилем, который они выпустили, управлял Эдди Рикенбакер. На нём он смог занят десятое место на соревнованиях Индианополис-500 в 1914 году. Дюзенберги продали свои фабрики в Сент-Поле в 1919 году.

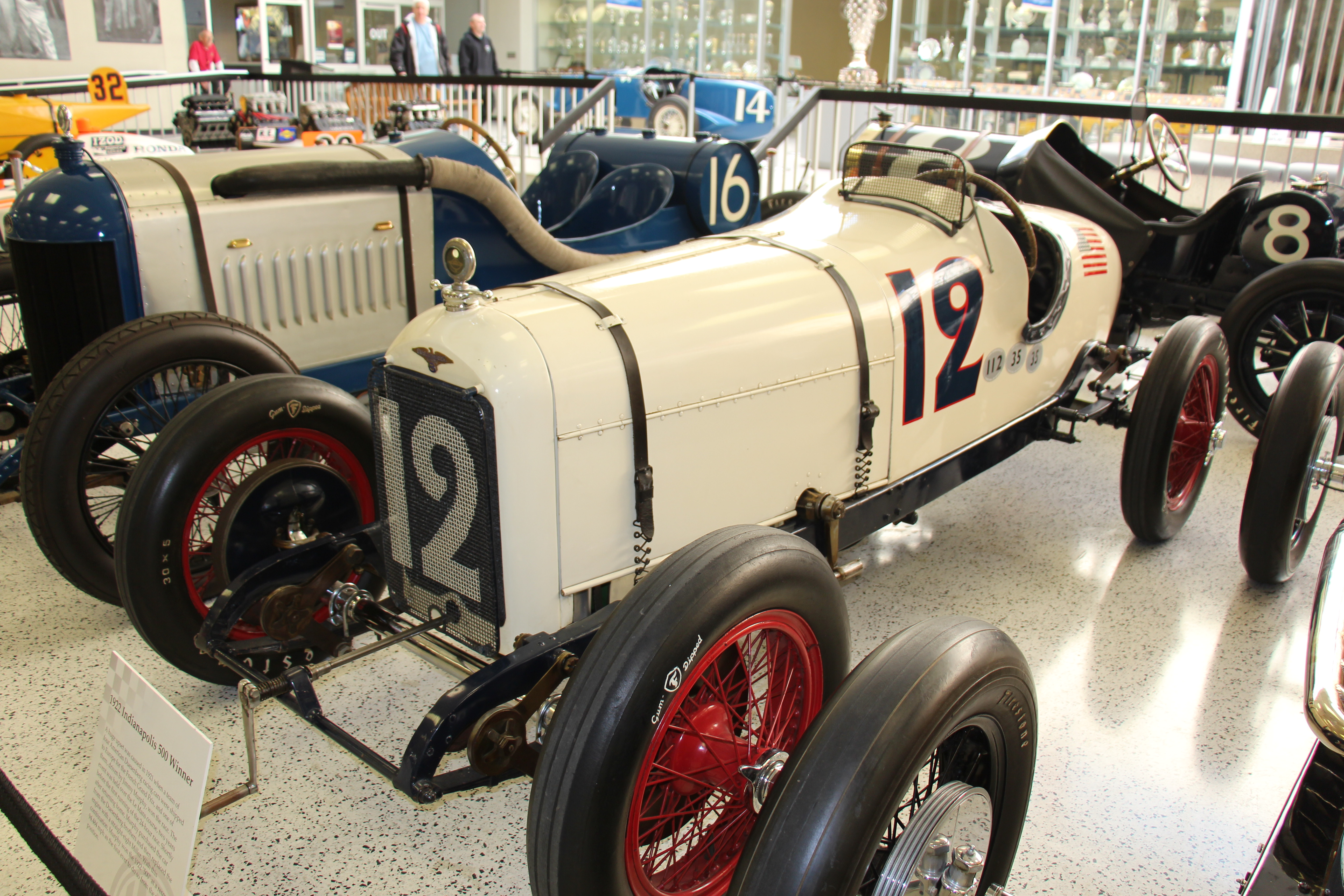
Специальная гоночная версия Murphy 1922 года

В период Первой мировой войны Дюзенберги проектировали и производили авиационные двигатели в Элизабет, штат Нью-Джерси. В 1920 году они переехали в Индианаполис, где повторно основали компанию Duesenberg Automobile and Motors и начали производство автомобилей Model A. После передачи прав на наименования и патенты на двигатели своей компании промоутерам Ньютону Э. Ван Зандту и Лютеру М. Рэнкину, братья Август и Фред взяли на себя обязанности инженеров. Их автомобиль имел рядный восьмицилиндровый двигатель объемом 260 кубических дюймов (4,3 л) и мощностью 88 лошадиных сил. Такой автомобиль был самым большим среди всех коммерческих доступных на то время, а также первый, кто имел гидравлические тормоза на всех колёсах. Дюзенберги также продолжали проектировать гоночные автомобили. В 1921 году их автомобиль выиграл Гран-при Франции впервые из американским автомобилей. Также хорошие результаты были показаны на гонках Инди-500, выиграв их 4 раза за период 1920-х годов.
Ван Зандт покинул компанию в 1921 году, после чего та столкнулась с финансовыми трудностями и 1924 году вступила в конкурсное управление. Duesenberg была куплена американским бизнесменом Эрреттом Лоббаном Кордом в 1926 году. После приобретения производство компании в первую очередь делало упор на проектирование гоночных автомобилей. Через два года их продукт превзошел все другие американские автомобили. В 1929 году на рынок была выставлена Model J с рядным восьмицилиндровым двигателем мощностью 265 лошадиных сил. Кузов и кабина изготавливались индивидуально. На конец 1920-х — начало 30-х годов такие автомобили варьировались по цене от 14 000 до 20 000 долларов США. Продукция данной компании считалась одной из самых элитных на авторынке. Историк Дональд Дэвидсон назвал Duesenberg «самым престижным легковым автомобилем», поставившим их в один ряд с Rolls-Royce. Эти автомобили были особо популярны среди кинозвёзд, членов королевской семьи и других богатых людей.
В 1937 году Корд продал компанию и она была распущена. Последний автомобиль Duesenberg, созданный по заказу немецкого художника Рудольфа Бауэра, был завершен Августом Дюзенбергом в 1940 году, уже после закрытия компании.

### Попытки возрождения и перезапуски
Несколько раз предпринимались безуспешные попытки возродить имя братьев. Августу Дюзенбергу не удалось перезапустить компанию в 1947 году, а попытка его сына Фрица и автомобильного дизайнера Вирджила Экснера возродить бренд потерпела неудачу после производства одного концептуально автомобиля в 1966 году. В 1978 году компания Heritage Elite Motors начала производить копии автомобилей Duesenberg ручной работы в Элрое, штат Висконсин, под названием Duesenberg Motors Company. Автомобиль «Duesenberg II» сохранил стиль 1920-х и 1930-х годов, но включал в себя некоторые современные обновления, такие как стереосистемы, кондиционеры и автоматическую коробку передач. Компания произвела несколько моделей, в том числе седан и фаэтон Torpedo, а также родстер Murphy. В 2001 году завод закрылся.

## Продукция

### Model A (1921—1926/1927)

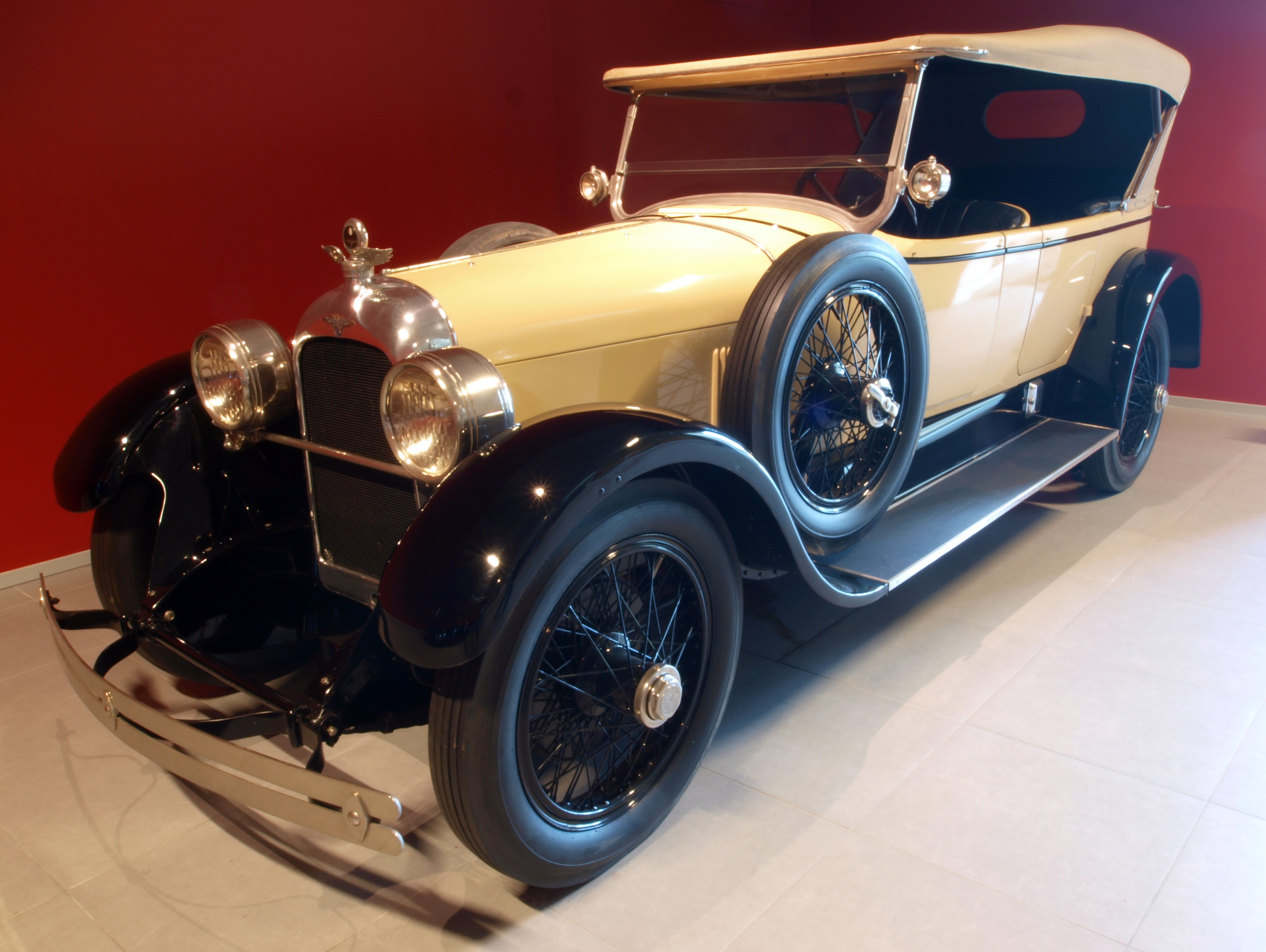
Туристическая версия Model A 1923 года в музее Лоумана

Первым серийным автомобилем Duesenberg стал Model A, самый большой среди всех потребительских автомобилей того времени. Он стал первым серийным автомобилем с рядным восьмицилиндровым двигателем Duesenberg Straight-8. Кроме того, в нём было осуществлено несколько инновационных функций, такие как верхний распределительный вал, головки цилиндров с четырьмя клапанами и первые четырехколесные гидравлические тормоза, установленные на легковой автомобиле.
Модель претерпела различные задержки при перехода от прототипа к производству. Поставки дилерам начались только в декабре 1921 года. В 1922 году было произведено не более 150 автомобилей первой модели, а всего за шесть лет было продано 650 единиц. Стартовая цена на такой автомобиль была 6 500 долларов США.

### Model X (1926—1927)
Model X представляла более спортивную версию первой модели, с более тяжелым и длинным шасси (136 дюймов или 3500 мм. колёсной базы) и двигателем мощностью 100 лошадиных сил (75 кВт). Такой двигатель позволял развивать скорость до ста миль в час (161 км/час). Заметное отличие между моделями А и X заключалось в том, что у последнего были гипоидные дифференциалы, а все его клапана были с одной стороны. Шасси представлял модернизацию первого автомобиля, двигатель был переработан на 260 куб. дюймовый рядный восьмицилиндровый, имел верхний распредвал, новый коленчатый вал, переработанный клапанный механизм, улучшенные поршни и улучшенный впускной коллектор. Усовершенствованные листовые рессоры установленные над лонжеронами рамы, снижали центр тяжести. Шасси Model X являлся самым редким из когда-либо созданных шасси Duesenberg для уличного производства. Всего их было произведено тридцать. Известно лишь о пяти сохранённых версиях.

### Model J (1928—1937)

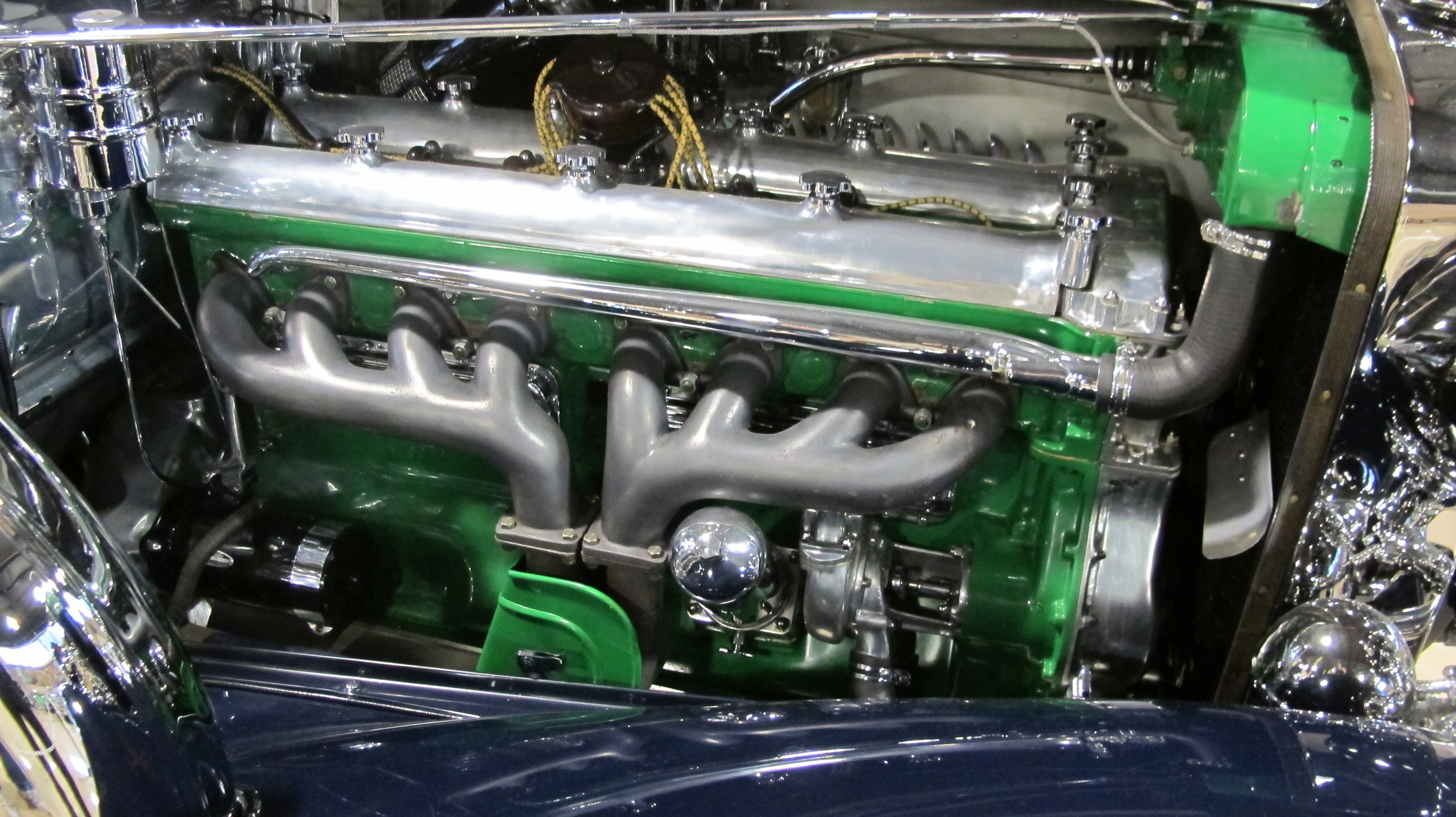
Двигатель Model J

Первый прототип Model J был создан в 1927 году; первые автомобили были поставлены на рынок в 1929 году, незадолго до начала Великой депрессии. К 1930 году было построено около трехсот моделей J, при первоначальной цели в 500 автомобилей.
Двигатель автомобиля объемом 7 л. (420 куб. дюймов) был основан на подобных моделях гоночных двигателей 1920-х годов и производился компанией Cord. Четыре клапана на цилиндр делало его автомобиль самым мощным для своего времени. Историк Рэнди Эма писал, что модель J подтолкнула к изменениям конструкции двигателей, «в одиночку начав гонку лошадиных сил, в результате которой количество цилиндров увеличилось с двенадцати до шестнадцати», но отметил, что эти двигатели всё ещё не могли соответствовать выходной мощности Model J.
Первоначально были представлены только шасси и двигатель, поскольку кузов и кабина автомобиля изготавливались под заказ для элитных автомобилей того времени. Главный дизайнер кузовов компании Гордон Бюриг, спроектировал около половины кузовов Model J, а остальные были разработаны производителями кузовов по всему миру. Model J была доступна в двух версиях шасси с разной колесной базой: более длинной (153,54 дюйма или 3.90 м.) и более короткой (141,73 дюйма или 3.60 м.). Были также и другие специальные размеры, такие как SSJ с укороченной колесной базой до 125 дюймов (3,18 м.) и несколько автомобилей с увеличенной колёсной базой до 160 дюймов (4,1 м.) и более.
Сообщалось, что модель J с наддувом, именуемая SJ, разгонялась до 104 миль в час (167 км/час) на второй передаче и имела максимальную скорость 135-150 миль в час (217-225 км/ч) на второй передаче. Разгон до 60 миль в час (97 км/час) составлял около 8 секунд, а разгон до 100 миль в час (161 км/час) составлял 17 секунд, несмотря на наличие несинхронизированной трансмиссии, в то время, когда даже лучшие автомобили того времени не могли разогнаться до 100 миль в час (160 км/час). Колёсная база SJ составляла 142,5 дюйма (3520 мм.) Версия была представлена в 1932 году и было произведено 36 единиц. Специальная версия SJ, Normon Meteor, побила несколько рекордов наземной скорости.
Инвесторы из Нью-Йорка изначально поддерживали развитие модели J, но после краха рынка в 1929 году, компания переключилась на голливудских звёзд. Две модифицированные модели J, известные как SSJ, были произведены в 1935 году для актёров Гэри Купера и Кларка Гейбла. Согласно сообщением, данная версия производила 400 л.с. (298 кВт) и могла разогнаться до 60 миль в час (97 км/час) менее чем за 8 секунд. Автомобиль Купера был продан за 22 миллиона долларов в 2018 году, что сделало его самым дорогим американским автомобилей, когда-либо проданным на аукционе в то время. По данным на 2002 год  Model J всех типов всё ещё существовали 378 из 381 автомобилей.